# Wherowhero Lagoon
Die Wherowhero Lagoon ist eine Lagune in der Region Gisborne District auf der Nordinsel von Neuseeland.

## Geographie
Die Lagune befindet sich rund 8,9 km südwestlich von Gisborne am südlichen Ende der Tūranganui-a-Kiwa / Poverty Bay. Das nach Norden hin zweiarmige Gewässer umfasst eine Fläche von rund 1,47 km² und erstreckt sich über eine Länge von rund 3,48 km in Nord-Süd-Richtung sowie über eine maximale Breite von rund 830 m in Südwest-Nordost-Richtung.
Gespeist wird die Lagune durch einige wenige Streams und der Abfluss des Gewässers in die Tūranganui-a-Kiwa / Poverty Bay findet am südlichen Ende der Lagune statt.